# (799) Gudula
Pour les articles homonymes, voir Gudule.
(799) Gudula est un astéroïde de la ceinture principale découvert le 9 mars 1915 par l'astronome allemand Karl Reinmuth.
Sa désignation provisoire était 1915 WO.